# Lords of the Rising Sun
Lords of the Rising Sun (littéralement, Seigneurs du Soleil levant) est un jeu vidéo de stratégie développé par la société américaine Cinemaware, sorti en 1989 sur l'ordinateur Amiga et en 1992 sur les consoles CD-i et PC Engine CD-ROM². La version originale a été conçue par Doug Barnett et programmé par David Todd. C'est un wargame historique basé sur la guerre de Genpei dans le Japon du XIIe siècle.

## Contexte
La guerre de Genpei est une guerre civile qui a opposé les deux familles nobles Minamoto et Taira entre 1180 et 1185 au Japon. Le jeu s'ouvre en mai 1180, peu avant la bataille d'Uji et la mort par seppuku du chef du clan Minamoto, Minamoto no Yorimasa. Le joueur incarne un des fils de Minamoto no Yoshitomo, tué en 1160 par les Taira durant la rébellion de Heiji : le stratège Yoritomo ou le guerrier Yoshitsune. Le jeu prend le parti d'opposer les deux personnalités, animées par la vengeance et la quête du titre de shōgun.
Le clan Minamoto est ainsi divisé entre le groupe White Minamoto, mené par Yoshitsune et situé au nord du pays, et le groupe Black Minamoto, mené par Yorimoto et situé au centre-est. Le clan Taira est mené par Kiyomori et est localisé au sud du pays. Il est le plus puissant de tous. Le conflit fait intervenir trois autres clans, Black, White et Red Ronin, a priori neutres, qui sont répartis sur l'ensemble du territoire. Leur rôle est important car ils peuvent se rallier à l'une ou l'autre des grandes familles, ou se développer au point de devenir la première puissance du conflit. Les frères Minamoto sont d'abord alliés mais le revirement est probable au cours du conflit, leur destin s'opposant alors dans une guerre triangulaire où seule la mort de l'un permet la réunification du clan.

## Système de jeu

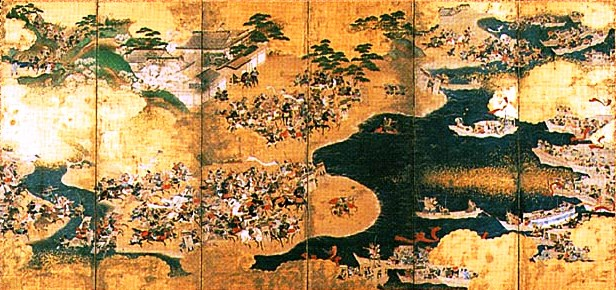
Scène de la guerre de Genpei.

Lords of the Rising Sun est un jeu de stratégie avec une interface basée sur une carte géographique. Le joueur doit coordonner le déploiement de ses armées, assurer leurs ressources et gérer leurs compétences dans le but de combattre les armées adverses et de conquérir de nouveaux territoires. Le jeu inclut une dimension diplomatique permettant de négocier des alliances avec d'autres clans et propose de prendre part directement aux combats à travers cinq séquences d'action.
Les deux personnages jouables, Yoritomo et Yoshitsune, possèdent des compétences différentes : le premier est meilleur négociateur tandis que le second possède des armées plus aguerries. Avec Yoshitsune, les séquences d'action deviennent facultatives. Chaque partie peut avoir un cheminement très dissemblable compte tenu des possibilités d'évolution dans le clan Minamoto, des interactions avec les clans indépendants et de la difficulté de jeu adaptative (plus le joueur est fort, plus la difficulté augmente). À la fin de la partie, le joueur reçoit une évaluation parmi vingt-cinq possibles. Elle dépend des compétences acquises, du nombre de généraux commandés, de territoires détenus et de trésors sacrés collectés.

### Carte
L'écran de jeu principal représente une carte stylisée du Japon - ses îles Honshū, Kyūshū et Shikoku - qui s'étend sur trois écrans en largeur. La carte affiche une cinquantaine de lieux-clés - dix-neuf châteaux, vingt et une villes, dix monastères et le palais impérial, les voies d'accès qui les relient, et la position des dix-neuf armées engagées dans le conflit. L'appartenance des armées, des châteaux et des villes est reconnaissable à la bannière arborée. Le joueur commande l'armée de son personnage et celles de ses autres généraux (deux en début de partie). Le but du jeu est de conquérir tous les châteaux du pays.
Les évènements se déroulent en temps réel (quelques secondes valent pour une journée). Sous la carte, des informations textuelles résument les évènements en cours, à la fois concernant les armées et les territoires du clan, et concernant les faits importants du conflit (alliance, mort d'un général, création d'une armée, etc). Une touche du clavier permet d'accélérer l'écoulement du temps et celui-ci se fige automatiquement lors du défilement de la carte.

#### Caractéristiques des armées et des lieux
Chaque armée se caractérise par sa taille (le nombre de bushis au sabre et au yumi), sa condition physique, ses compétences dans le maniement du sabre, de l'arc et dans le siège, et la capacité de leadership de son général. La condition physique des troupes diminue avec les déplacements et les combats. Les saisons et la météo, qui évoluent en temps réel sur la carte, influent également sur la force physique et la récupération des troupes. Les compétences de guerre et de leadership évoluent en fonction des performances dans les batailles, les sièges et autres scènes d'action. Quand deux armées d'un même clan sont regroupées, leurs effectifs et leurs compétences se cumulent durant les opérations. Il est possible de transférer les compétences de guerre (mais pas les effectifs ni les capacités de leadership).
Chaque château se caractérise par le nombre de réservistes et par sa capacité à se défendre en cas de siège, elle-même déterminée par la compétence de siège de l'armée qui l'a conquis. Les châteaux alliés permettent de renflouer les effectifs et de restaurer la condition des troupes. Les haltes dans les villes alliées et les monastères permettent également de récupérer de la force.

#### Manœuvres et alliance
Le joueur coordonne le déploiement de toutes ses armées sur la carte. Les lieux de départ et d'arrivée doivent être directement reliés par une voie routière ou maritime. Aucun contre-ordre ne peut être donné une fois un déplacement décidé. Une dizaine de villes portuaires permettent de prendre la mer : les voyages en bateau sont à la fois plus rapide et sans risque (pas de batailles navales). En dehors des déplacements, les autres généraux sont par défaut libres de leur décisions. Le joueur a cependant quelques secondes pour reprendre la main après avoir été informé d'un évènement nouveau (arrivée dans un lieu, rencontre d'une armée). Les batailles et les sièges de châteaux peuvent se dérouler de manière simulée ou de manière interactive (les prises de villes sont toujours simulées).
Lorsqu'une armée rencontre une armée adverse, elle peut s'engager dans la bataille, poursuivre la marche ou proposer une alliance. Si une armée opte pour la confrontation, l'autre est obligée de s'engager dans la bataille. Quand une armée accepte la proposition d'alliance, elle prend les couleurs du clan et opère désormais sous le commandement du joueur. Si l'accord est conclu avec un chef de clan, c'est toutes ses armées, tous ses châteaux et toutes ses villes qui reviennent au joueur. La diplomatie est le seul moyen pour le joueur d'augmenter le nombre de ses armées. Les compétences de guerre et de leadership et le contexte géostratégique entrent en considération. Les autres clans peuvent créer de nouvelles armées depuis leur château. Ils peuvent également rallier à eux les généraux du personnage laisser libre de leur décisions (en particulier quand leurs compétences dépassent celle du personnage).
Dans la salle du conseil de leur château, le personnage peut commanditer l'assassinat d'un chef de clan en faisant appel à un ninja. La manœuvre peut être tentée à trois reprises. Elle est risquée car en cas d'échec, le ninja peut révéler le nom du commanditaire et le personnage devoir se résoudre au seppuku pour restaurer son honneur (ce qui entraîne le game over). Les autres chefs de clans disposent aussi de cet instrument.

#### Leadership et trésors sacrés
La compétence de leadership peut être améliorée grâce à quatre trésors sacrés. Le premier, le sanctuaire d'Hachiman, est détenu par Yoritomo à Kamakura. Le général qui conquiert le château récupère le pouvoir. Les deux suivants, le parchemin sacré et l'épée sacré, peuvent être remis par l'empereur lors d'une visite au palais impérial de Kyōto, en fonction des performances du général (même adverse). Le dernier trésor est la princesse Masako, fille de l'empereur, enlevée par le clan Taira et initialement retenue captive dans l'un de ses sept châteaux. Elle peut être déplacée au fil du conflit et ne plus pouvoir être retrouvée si le clan Taira est anéanti. Le joueur la délivre lors d'une séquence de siège : après l'avoir retrouvé dans une cour du château, il doit la protéger jusqu'au donjon.

### Séquences d'action
La séquence de la bataille reconstitue les combats en temps réel. Le champ de bataille est représenté en vue d'ensemble et le nombre de bushis affichés dans les deux camps est proportionnel aux effectifs réels (jusqu'à une soixantaine d'unités à l'écran). Le joueur dirige indépendamment les bushis au sabre et les archers en leur demandant de se rapprocher ou de s'éloigner du curseur. Les possibilités tactiques sont sommaires et il s'agit surtout d'optimiser la portée d'action des archers, de répartir les guerriers dans la mêlée et de réaliser une manœuvre enveloppante pour contrer un éventuel repli. La retraite peut être ordonné à tout moment dans les deux camps. Quand l'armée adverse fuit, il est possible de se lancer à sa poursuite, ce qui déclenche une nouvelle séquence.
La séquence de la poursuite à cheval consiste à diriger le personnage sur sa monture, lancé tambour battant sur la plaine, pour achever l'armée en déroute. La scène est représentée en vue isométrique avec un défilement diagonal forcé du décor. Le sabre levé au ciel, le général doit éviter les obstacles naturels et tuer les soldats rencontrés d'un coup de lame précis ou en les percutant. Le but est de progresser le plus loin possible pour avoir une chance de tuer en personne le général adverse. La séquence s'interrompt en cas de chute du cheval. Les performances entrent en compte dans l'évolution de la compétence dans le maniement du sabre.
La séquence de siège consiste à faire progresser le personnage dans le château pour retrouver le donjon et assassiner le général. La scène prend la forme d'un hack and slash en vue de dessus, à la Gauntlet. Le personnage est équipé d'un sabre et d'un arc et doit explorer le dédale de cours intérieures tout en combattant des guerriers qui se présentent par dizaines. Il y a un temps limite, déterminée par la taille de l'armée et la compétence dans le siège. L'écoulement du temps s'accélère à chaque coup reçu. Les châteaux sont agencés différemment avec des voies plus ou moins dangereuses, des cul-de-sac, des portes à détruire, des points d'eau à contourner et des passages secrets à découvrir. En cas d'échec, l'armée subit de lourds tributs. Les performances entrent en compte dans l'évolution de la compétence dans le siège.
La séquence de château assiégé survient quand un château du clan est investi par l'ennemi alors qu'un général du clan s'y trouve. La scène prend la forme d'un jeu de tir en vue subjective. Le joueur contrôle un yumi depuis une fenêtre du château et il doit viser les assaillants qui se ruent dans les cours intérieures en escaladant les murs. La probabilité de résister au siège augmente avec le nombre d'ennemis tués. Les performances entrent en compte dans l'évolution de la compétence dans le maniement de l'arc.
La séquence de l'assassin ninja survient quand un chef de clan adverse décide de faire assassiner le personnage, ce qui peut arriver à tout moment de la partie. La scène se joue en vue subjective dans le couloir d'un château. Le joueur contrôle un sabre avec lequel il doit dévier les shurikens lancés par un ninja. Il doit survivre plusieurs secondes jusqu'à ce qu'un garde vienne surprendre le ninja d'une flèche dans le dos. Si le personnage est touché à trois reprises, c'est le game over. S'il survit, il est probable que le commanditaire se fasse seppuku.

## Les différentes versions
La version sur CD-i, produite par Philips POV, est directement basée sur la version originale. Dans les scènes cinématiques, des acteurs numérisés remplacent les personnages dessinés.
La version sur PC Engine est une refonte du jeu original. Le conflit oppose désormais quatre clans sur une carte réaménagée (Minamoto, Taira, Genji et Heike). Le jeu élude la lutte interne dans le clan Minamoto et intègre une troisième campagne avec Kiyomori, la plus facile. L'objectif principal est désormais de tuer tous les généraux et les quêtes secondaires deviennent obligatoires (la princesse disparaît de l'intrigue, remplacée par l'empereur Antoku). Il existe des différences au niveau des règles (par exemple, les contre-ordres sont autorisés lors des déplacements) et la séquence de la poursuite à cheval se déroule en défilement horizontal. Les graphismes ont été entièrement refaits dans un style anime. Au Japon, le jeu est simplement titré Rising Sun (ライジング・サン). C'est le premier jeu CD-ROM commercialisé par Turbo Technologies.
Au moment de la sortie de la version Amiga, Cinemaware avait planifié des versions Atari ST et PC qui n'ont jamais vu le jour. Dans les années 2000, le nouveau Cinemaware et clickBoom a annoncé le développement d'une version remastérisée pour Macintosh et PC, elle aussi avortée. La compagnie propose librement l'image disque de la version Amiga sur son site pour pouvoir jouer sur émulateur, mais celle-ci est altérée, comme beaucoup de versions disponibles sur le net.

## Développement
| Équipe de développement |
| --- |
| - Concepteur : Doug Barnett - Programmation : David Todd, Gregg Tavares (additionnel) - Graphisme : Doug Barnett, Jeff Godfrey (additionnel) - Musique : Bob Lindstrom - Producteur : John Cutter - Éditeur associé : Patrick Cook - Producteurs délégués : Bob et Phillis Jacob |

Doug Barnett est le responsable du game design et des graphismes, sa première expérience en la matière sur Amiga. David Todd s'est occupé de la programmation. Le développement a duré un peu plus d'un an. Le producteur John Cutter résume l'intention du projet en 1988 : « faire un jeu de stratégie à la SSI avec des sons et des graphismes Cinemaware ».
Doug Barnett s'est inspiré d'ouvrages historiques, comme Secrets of the Samurai, et du cinéma du réalisateur Akira Kurosawa, en particulier du film Ran. L'un des défis du développement était de restituer « la gloire et la majesté de l'époque ». Le jeu arbore un « style cinématique » avec des images de transition stylisées, des intertitres, et des séquences d'action aux angles de caméra variés. Les décors, en 32 couleurs, ont la particularité de changer graduellement de teintes au rythme des saisons dans toutes les séquences de jeu.
Le gameplay hybride est typique des productions Cinemaware, combinant ici au jeu de stratégie des ingrédients de jeu de rôle/aventure et des séquences d'action variées rattachées à la dimension stratégique. Les scènes d'action sont cependant facultatives, ce qui est une première pour un jeu Cinemaware. Doug Barnett considère que le jeu final est proche de sa vision initiale, même s'il a conçu davantage de contenu qu'il ne pouvait être mis en œuvre faute de temps : l'aspect diplomatique et politique devait être plus étendu et une séquence de combat en duel avait aussi été imaginé.
Bob Lindstrom, le compositeur de Rocket Ranger, a créé la bande-son. Il s'est inspiré de la musique japonaise traditionnelle, déterminé à ne pas tomber dans un « orientalisme générique ».

## Accueil critique
La presse spécialisée a bien accueilli la sortie de Lords of the Rising. Le jeu est apprécié pour son gameplay varié, sa réalisation visuelle et sonore de qualité, et sa restitution de l'atmosphère du Japon médiéval.
Michael Chaut (Computer Gaming World) apprécie le mélange de stratégie et d'action et le style cinématique; le jeu fut nommé dans la catégorie « Jeu d'action de l'année 1989 » du magazine américain. Mike Patenden (Commodore User, 94 %) salue un logiciel de divertissement complet, jugeant la stratégie absorbante et les interludes arcade pertinentes et amusantes. Danny Boolauck (Tilt, 17/20) estime que le jeu constitue une bonne initiation au wargame. Le jeu se rapproche en apparence de Defender of the Crown (1986), un premier jeu de stratégie marquant de Cinemaware. Mark Ingham (ST Amiga Format, 84 %) trouve le gameplay plus profond que son prédécesseur et potentiellement plus attractif pour les stratèges avides. Computer and Video Games (90 %) partage cette opinion et conclut qu'il s'agit de l'un des meilleurs jeux de Cinemaware en date. Dans la version originale, les séquences d'action se jouent à la souris et la maniabilité est parfois très exigeante. Bob Wade (ACE, 703/1000) juge la séquence de siège trop difficile et regrette l'absence de support du joystick. Chris Beniek (TurboPlay Magazine, 8/10) écrit, à propos de la version PC Engine, que le jeu vient combler les attentes « d'un challenge de prise de décisions stratégiques à grande échelle et d'un drame intense ». Cette version obtient la note de 24/40 dans le magazine Famitsu.
Lords of the Rising Sun fut une des influences de Mike Simpson pour la conception de Shogun: Total War (2000).